# アルヴ・レズル -機械仕掛けの妖精たち-
『アルヴ・レズル -機械仕掛けの妖精たち-』（アルヴ・レズル きかいじかけのようせいたち）は山口優による日本のライトノベル、および漫画、アニメ映画作品。

## 概要
2011年の第7回『BOX-AiR新人賞』受賞作品で、「最速でアニメ化に」がコンセプトの第1弾『アルヴ・レズル アニメプロジェクト』として、文化庁若手アニメーター育成プロジェクト『アニメミライ2013』の参加作品。
電子書籍『BOX-AiR』6号（2011年9月）から13号まで小説を掲載。Web漫画がニコニコ静画で少年シリウスプロデュースで2012年12月26日から配信開始され2013年3月1日に第8話最終話を配信。2013年3月にはアニメ映画が公開。

## あらすじ
西暦2022年。神経細胞を模した極微細無線通信装置「ナーヴセラー・リンカー・ナノマシン（NLN）」が完成。これにより、意識とネットワークをシームレスにリンクさせることを可能にした。 しかし、人と機械の垣根を崩すその技術は、数万もの人の意識をネットワークの彼方へと喪失させる災厄・アーリー・ラプチャーを引き起こすことになる。

## 登場人物
御影礼望（みかげ れむ）
声 - 福山潤
本作の主人公。高校生。詩希のためにOMFCに来るものの、謎の少女・ポエムと出会い事件に巻き込まれることになる。NLNは使用していなかったが、ポエムとキスをすることにより取り込んでいる。
御影詩希（みかげ しき）
声 - 喜多村英梨
礼望の妹。NLNとボディプールを使い、仮想空間でのネクストライフを利用していたが、謎の事故により精神喪失する。本当の両親は宇宙航空技術研究者だったがロケット打ち上げ事故で亡くなり、御影家には養子として入り礼望とは血縁関係はない。
ポエム
声 - 喜多村英梨
詩希の姿をした記憶喪失の少女。一人称は、「ボク」。詩希の身体であるものの、記憶はなく自身も詩希とは別の魂ではないかと疑っている。目覚めるまではアルヴィン社で研究サンプル「ソール」として扱われており、ネットワークに接続された機械をハッキングし操作できる能力を持つ。
比良坂唯（ひらさか ゆい）
声 - 日笠陽子
詩希を追っている人物で、ノーミードと呼ばれ詩希（ポエム）と同種の能力を持つ。
堅洲世視（かたす せいし）
声 - 成田剣
アルヴィン社社員アルヴ・レズル研究総責任者。

## 用語
ナーヴセラー・リンカー・ナノマシン
神経細胞型通信ナノマシン。略称：NLN。ボディプールを使用することでダイレクトにネットワークに接続することができ、食事も睡眠もトイレも必要としない。
ネクストライフ
NLNを用いてバーチャル世界が体験できる仮想空間。
アーリー・ラプチャー
西暦2022年3月25日に起きた全世界同時精神喪失事件。ネクストライフ利用者の52,535人が精神機能を喪失し植物人間状態となり、253,345人がそれが原因で死亡しており、御影詩希もその被害者となった。
沖ノ鳥島メガフロートシティ
日本最南端沖ノ鳥島の世界最高技術が試される浮遊都市。略称OMFC。
ウォードッグ
米軍制式採用対人兵器。高い機動性を持ち無線での遠隔操作も可能。
アルヴ
ANTHROPOGENICALL LOST FUNCTION-OF-MIND REACQUIRER（人為的に喪われた精神機能の再取得者）。略称ALFR（アルヴ）。ポエムや比良坂唯のようにネットワークに接続された機械を自由に操る能力を持つ者。

## 既刊一覧

### 小説
講談社BOXより、2013年2月1日に通常版発売（ISBN 978-4-06-283830-6）、2013年4月1日に限定版発売（ISBN 978-4-06-283839-9）。著者：山口優、絵：彩樹。特別版ではアナザーストーリーも掲載。

### コミック
ニコニコ静画内のコンテンツ「ニコニコ漫画」において2012年12月26日から2013年3月1日まで配信された。『月刊少年シリウス』（講談社）のメディアミックス作品の体裁をとっているため、単行本はシリウスKCのレーベルより刊行されている。
- 原著：山口優、著：天羽銀『アルヴ・レズル -機械仕掛けの妖精たち-』 講談社〈シリウスKC〉
  - 2013年3月8日発売、ISBN 978-4-06-376388-1

## 劇場アニメ
『アニメミライ2013』参加劇場作品として『龍 -RYO-』『リトル ウィッチ アカデミア』『デス・ビリヤード』と共に2013年3月2日公開。2013年4月1日発売の小説特別版にDVDが同梱。2013年2月25日にはニコニコ生放送で先行放映。2013年2月26日よりTSUTAYAでアニメミライのプロモーションDVDが無料レンタルされた。

### スタッフ
- 監督 - 吉原達矢[2]
- 原案・脚本 - 山口優[2]
- キャラクター原案 - 彩樹[2]
- キャラクターデザイン・作画監督 - 土屋圭[2]
- コンセプトデザイン - 鷲尾直広
- メカ・プロップデザイン - 田村勝之[2]
- 美術監督 - 田尻健一[2]
- 色彩設計 - 岩井田洋
- 撮影監督 - 口羽穀
- 編集 - 平木大輔
- 音響監督 - 亀山俊樹
- メカ・エフェクト作画監督 - いがりたかし
- 音楽 - 福廣秀一朗[2]
- アニメーション制作 - ZEXCS[2]

### 主題歌
エンディングテーマ「Sha-le-la」
作詞・作曲 - 山崎寛子 / 編曲 - 河合英嗣 / 歌 - 喜多村英梨

### 放送局
| 放送地域   | 放送局         | 放送期間      | 放送日時           | 放送系列            | 備考             |
| ---------- | -------------- | ------------- | ------------------ | ------------------- | ---------------- |
| 日本全域   | ニコニコ生放送 | 2013年2月25日 | 月曜 22:00 - 22:30 | ネット配信          | 先行配信         |
| 近畿広域圏 | 毎日放送       | 2013年4月1日  | 月曜 26:45 - 27:15 | TBS系列             |                  |
| 日本全域   | アニマックス   | 2013年4月12日 | 金曜 19:00 - 19:30 | アニメ専門BS/CS放送 | リピート放送あり |

### Blu-ray
- 商品名「アニメミライ2013」

品番 - ANTX-33002 / 発売元 - アニプレックス
2013年3月30日・31日の『Anime Contents Expo 2013』で1,000部販売。